# Villa limpida
Villa limpida är en tvåvingeart som först beskrevs av Walker 1852.  Villa limpida ingår i släktet Villa och familjen svävflugor. Inga underarter finns listade i Catalogue of Life.